# Мисс Земля 2005
Мисс Земля 2005 (англ. Miss Earth 2005) — 5-й ежегодный конкурс красоты, проводился 23 октября 2005 года в Университете Филиппинс, Кесон-Сити, Филиппины.
Новой Мисс Мира 2005 стала представительница Венесуэлы — Александра Браун.

## Результаты
| Итоговый результат  | Участница |
| ------------------- | --- |
| Мисс Земля 2005     | - Венесуэла — Александра Браун |
| Мисс Земля — Воздух | - Доминиканская Республика — Амель Сантана |
| Мисс Земля — Вода   | - Польша — Катаржина Борович |
| Мисс Земля — Огонь  | - Сербия и Черногория — Йованка Марьянович |

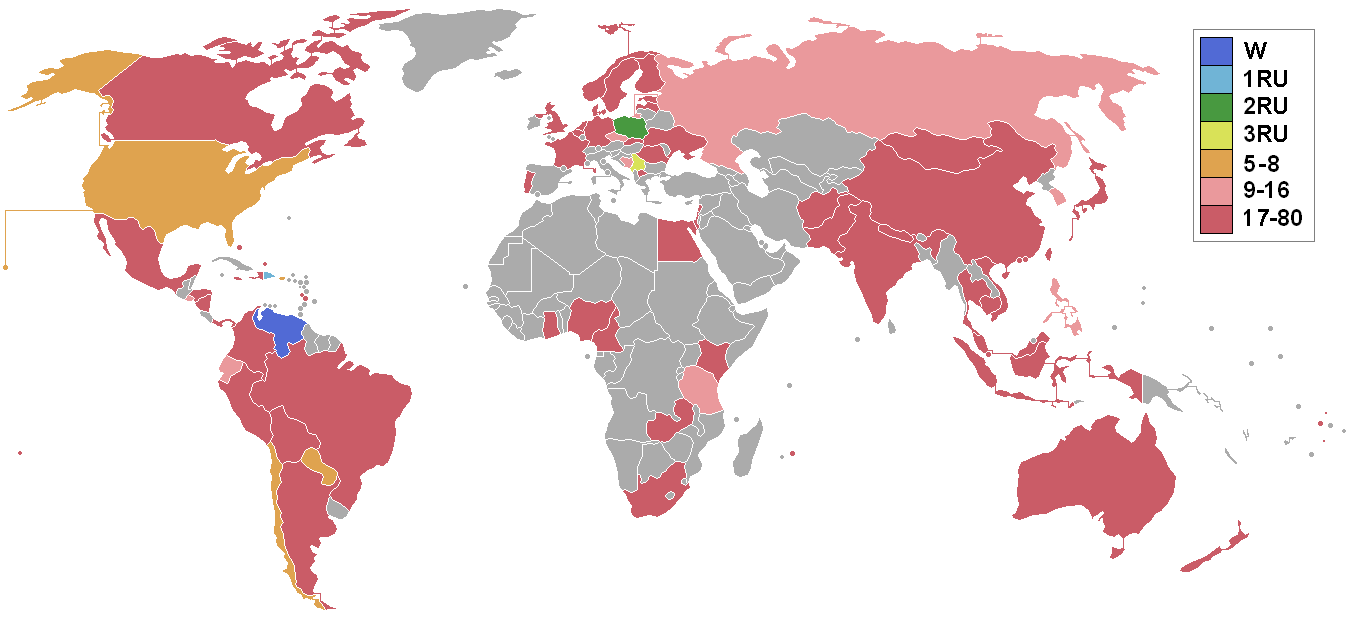
Страны-участницы конкурса «Мисс Земля» — 2005 года

| Топ 8               | - Чили — Nataly Chilet - Парагвай — Tania María Domaniczky Vargas - Пуэрто-Рико — Vanessa De Roide - США — Amanda Kimmel |
| Топ 16              | - Босния и Герцеговина — Sanja Susnja - Чехия — Zuzana Štěpanovská - Эквадор — Cristina Eugenia Reyes - Сальвадор — Irma Marina Dimas Pineda - Республика Корея — Yoo Hye-mi - Филиппины — Genebelle Francisco Raagas - Россия — Tatyana Yamova - Танзания — Rehema Sudi |

### Специальные награды
| Награда                    | Участница                           |
| -------------------------- | ----------------------------------- |
| Мисс фотогеничность        | Чили- Nataly Chilet                 |
| Лучший национальный костюм | Республика Корея — Yoo Hye-mi       |
| Мисс дружба                | Канада — Katherine McClure          |
| Мисс талант                | Украина — Евгения Руденко           |
| Лучший купальник           | Венесуэла — Alexandra Braun Waldeck |
| Лучшее длинное платье      | Пуэрто-Рико — Vanessa De Roide      |

## Ведущие
- Эриель Урета
- Аманда Гриффин

## Судьи
| Номер | Судьи                         | Описание                                             |
| ----- | ----------------------------- | ---------------------------------------------------- |
| 1     | Лев Вальдес                   | International Performing Artist                      |
| 2     | Баронесса Ева де Кенигсвартер | Модельер                                             |
| 3     | Рэйчел Аргондония             | Эколог, телевизионный продюсер и телеведущий         |
| 4     | Джеймс Хоган                  | Президент и главный исполнительный директор Gulf Air |
| 5     | Катарина Свенсон              | Мисс Земля 2001                                      |
| 6     | Ноэль Лоренсана               | Управляющий директор при Unilever                    |
| 7     | Вивьен Тан                    | Педагог и социальный предприниматель                 |
| 8     | Тесса Прието-Вальдес          | Fashion Maverick                                     |
| 9     | Евгений Тамесес               | Директор по маркетингу Hyatt Hotel and Casino Manila |
| 10    | Розмари Аренас                | Светская львица и эколог                             |

## Участницы
Список участниц Мисс Земля 2005:

| - Афганистан — Sitara Bahrami - Аргентина — Eliana Ocolotobiche - Австралия — Anne-Maree Bowdler - Багамские Острова — Nadia Cash - Бельгия — Isabel van Rompaey - Боливия — Vanessa Patricia Morón Jarzun - Босния и Герцеговина — Sanja Susnja - Бразилия — Isabella Chaves - Камбоджа — Mealea Pich - Камерун — Wonja Ngeah Ginette Martine - Канада — Katherine McClure - Чили — Nataly Chilet - Китай — Li Yi-Jia - Китайская Республика — Lin Yi-Fan - Колумбия — Lia Patricia Correal Lopera - Чехия — Zuzana Štěpanovská - Дания — Heidi Zadeh - Доминиканская Республика — Amell Santana - Эквадор — Cristina Eugenia Reyes Hidalgo - Египет — Elham Wagdi - Сальвадор — Irma Marina Dimas Pineda - Эстония — Anastassija Balak - Финляндия — Rita Aaltolahti - Франция — Alexandra Uha - Германия — Rebecca Kunikowski - Гана — Faustina Adjao Akoto - Гаити — Channa Cius - Гондурас — Ruth María Arita - Гонконг — Gu Reu - Индия — Niharika Singh - Индонезия — Jenny Graciella Jevinzky Sutjiono - Израиль — Avivit Meirson - Ямайка — Daisi Pollard - Япония — Emi Suzuki - Кения — Stella Malis - Республика Корея — Yoo Hye-mi - Латвия — Nora Reinholde - Ливан — Chantal Karam - Макао — Qian Qiong - Северная Македония — Jana Stojanovska | - Малайзия — Jamie Pang Hui Ting - Мартиника — Elle Narayanan - Маврикий — Loshanee Moodaley - Мексика — Lorena Jaime Hochstrasser - Монголия — Sarnai Amar - Непал — Shavona Shrestha - Нидерланды — Dagmar Saija - Новая Зеландия — Tiffany Pickford - Никарагуа — Sandra Maritza Ríos Hernández - Нигерия — Ethel Okosuns - Ниуэ — Ngiar Pearson - Норвегия — Vibeke Hansen - Пакистан — Naomi Zaman - Панама — Rosemary Isabel Suárez Machazek - Парагвай — Tania María Domaniczky Vargas - Перу — Sara María Paredes Valdivia - Филиппины — Genebelle Francisco Raagas - Польша — Katarzyna Weronika Borowicz - Португалия — Angela Maria Fonseca Spinola - Пуэрто-Рико — Vanessa De Roide - Румыния — Adina Dimitru - Россия — Tatyana Yamova - Сент-Люсия — Hanna Gabrielle Fitz - Самоа — Josephine Meisake - Сербия и Черногория — Jovana Marjanovic - Сингапур — Sim Pei Yee - Словакия — Diana Ondrejickova - ЮАР — Jacqueline Postma - Швеция — Therese Denitton - Французская Полинезия — Vaimiti Herlaud - Танзания — Rehema Sudi - Таиланд — Kanokwan Sesthaphongvanich - Токелау — Landy Tyrell - Теркс и Кайкос — Trina Adams - Украина — Yevgeniya Rudenko - США — Amanda Kimmel - Великобритания — Emma Corten - Венесуэла — Alexandra Braun Waldeck - Вьетнам — Đào Thị Thanh Hoài - Замбия — Cynthia Kanema |

## Примечание

### Вернулись
| - Последний раз участвовали в 2001 году: - Латвия - Россия - ЮАР | - Последний раз участвовали в 2003 году: - Афганистан - Чехия - Германия - Япония - Панама - Украина - Венесуэла |

## Примечание
1. ↑  West, Donald (18 декабря 2007). Miss Earth History. Pageantopolis. Архивировано 16 декабря 2007. Дата обращения: 7 января 2008.
2. ↑  News, Online (24 октября 2005). Brazilian Medical Student Wins Miss Earth 2004. The Seoul Times. Архивировано 2 августа 2017. Дата обращения: 18 мая 2009. {{cite news}}: |last= имеет универсальное имя (справка)
3. ↑  Soul, John (23 октября 2005). Miss Earth 2005. Woman of the Earth News. Архивировано 16 августа 2010. Дата обращения: 27 декабря 2009.